# مانفردی آلیکوئو
مانفردی آلیکوئو (ایتالیایی: Manfredi Aliquò؛ زادهٔ ۱۲ ژوئن ۱۹۵۸) بازیگر و صداپیشه اهل ایتالیا است.
از فیلم‌ها یا مجموعه‌های تلویزیونی که وی در آن‌ها نقش داشته‌است، می‌توان به حریم شکسته، افسران پلیس و رم اشاره نمود.